# Songs of Silence (álbum de Vince Clarke)
Songs of Silence es el primer álbum solista del artista Vince Clarke, publicado el 17 de noviembre de 2023, tanto en formatos físicos como digital. Aunque es el tercer material en solitario de Clarke, es propiamente su primer álbum, debido a que los dos primeros son más bien colecciones de samples, en el caso del primer álbum, una recopilación de sonidos para uso profesional y el segundo, si bien fue un álbum de canciones, no tuvo un objetivo comercial ni difusión regular.

Cada canción del álbum está basada en una sola nota en un sintetizador modular, algo diferente a lo que suelen ser sus canciones con Erasure.

## Listado de canciones
1. Cathedral
2. White Rabbit
3. Passage
4. Imminent
5. Red Planet
6. The Lamentations of Jeremiah
7. Mitosis
8. Blackleg
9. Scarper
10. Last Transmission

## Créditos
Todos los temas fueron compuestos por Vince Clarke, excepto "The Lamentations of Jeremiah" que fue coescrito con Reed Hays.